# Szentgyörgyi József (orvos, 1765–1832)
Szentgyörgyi József (Aranyos (Komárom megye), 1765. február 22. – Debrecen, 1832. január 1.) orvosdoktor, városi főorvos.

## Élete
Szentgyörgyi József református lelkész és polgári Koczor Mária fia. Tanulását Pozsonyban kezdte a német szó végett; innen Nagykőrösre, majd Debrecenbe ment, ahol 1780. április 27-én lépett a felső osztályba. Itt később a német nyelvet is tanította. 1787-ben Ceglédre ment rektornak. Az orvosi pályára készülvén, e végből sorra járta a külföldi egyetemeket, Göttingent, Hallét, Lipcsét, Erlangent, Erfurtot, a schnepfenthali nevelőházat Gotha és Weimar tudományos és művészeti intézeteit, majd visszatérőben Bécsben még egy évet töltött és ott orvosdoktorrá avatták. Hazájába visszatérve, Győrben telepedett meg; négy év múlva Nagykőrösre hívták meg városi rendes főorvosnak; innét 1799-ben Debrecenbe ment, ahol 32 évig viselte a főorvosi hivatalt. Azzal gyanúsították, hogy a Mondolat szerzője, de ezellen tiltakozott. Szinnyei József azonban az ő művei között listázza azt. Kazinczy Ferenc a levelezésében mint barátját említi Szentgyörgyi Józsefet.
Arcképe: szines krétarajz, megvan a debreceni református főiskola könyvtárában.

## Munkái
- Legnevezetesebb természeti dolgok esmérete. Az apróbb oskolák számára készítette. I. darab. Az állatok országa. Debreczen, 1803. 19 réztáblával. (Több nem jelent meg. Ism. Zeitschrift von und für Ungern VI. 1804. 115. l. és Annalen der Literatur und Kunst, Wien, 1804. 139. l.).
- Mondolat. Sok bővítményekkel, és egy kiegészített újj-szótárral eggyütt Angyalbőrbe kötve, eggy tünet-forint. Dicshalom, (Veszprém), 1813. (Névtelenül. Somogyi Gedeont is tartják szerzőjének).

A reformátusok 1808-ban megujított énekes könyvében a 77., 83., 92., 152., 159. és 236. énekeket írta.
Kazinczy Ferenchez sok levelet írt, melyek közölve vannak a Kazinczy Ferencz levelezése III-XVIII. köteteiben.